# 66 ق هـ
66 ق هـ هي السنة السادسة والستون السابقة للهجرة النبوية، وهي توافق ما بين سنتي 557 و558 حسب التقويم الميلادي، أي أنها بدأت في سنة 557م وانتهت في سنة 558م.

## مواليد
- سعيد بن يربوع المخزومي صحابي من المؤلفة قلوبهم.